# Балкаруковы
Балкару́ковы (карач.-балк. Малкъарукълары) — княжеский владетельный род (таубии) в Балкарии.

## История возникновения рода
Род возводит своё происхождение к легендарному Анфакъо Болотукову у которого от сына Ипара было двое внуков старший Бай Мурза и младший Джан Мурза которые в XVI столетии переселились в Чегемское ущелье. После смерти местного князя Бердыбия братья смогли захватить власть в ущелье. Балкаруковы происходят от потомка Джан Мурзы - Малкъарукъа.

## Владения
Род владел землями в Чегемском ущелье (Чегемское общество). Родовым имением было село Эль-Тюбю с фамильным замком.

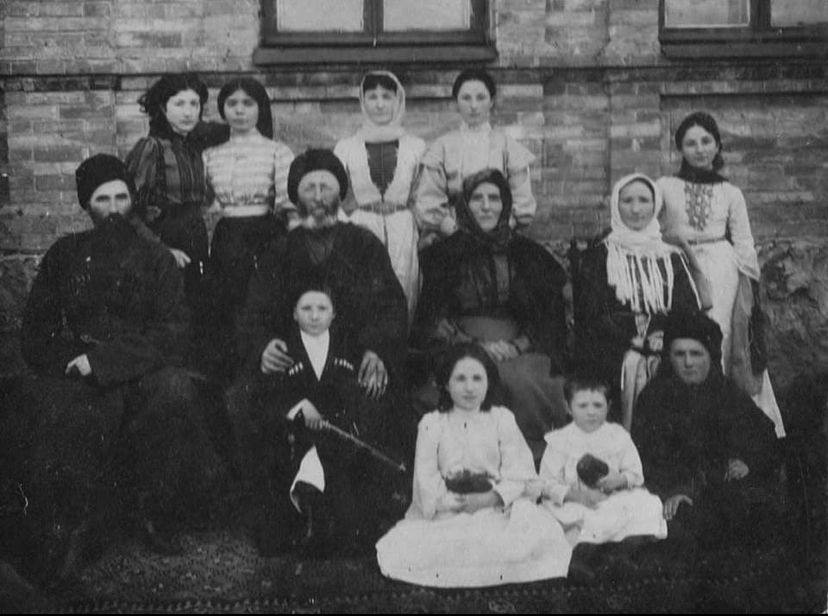

## Генетическая генеалогия
321247 — Malkarukov — R1b1a1a-M73>M478>Y20750>BY67329>Y106180